# 아버지가 이상해
《아버지가 이상해》는 2017년 3월 4일부터 2017년 8월 27일까지 방영된 KBS 2TV 주말 드라마이다.

## 줄거리
평생을 가족밖에 모르고 살아온 성실한 아버지 한수와 든든한 아내 영실, 개성만점 4남매 집안에 어느날 안하무인 아이돌 출신 배우가 얹혀 살면서 벌어지는 코믹하고 따뜻한 가족 드라마다. 더불어 자식 세대가 주장하는 결혼 인턴제와, 부모 세대가 주장하는 졸혼 등 현실감 넘치는 사랑과 결혼에 관한 이야기다.

## 등장인물

### 주요 인물
- 김영철: 변한수 / 이윤석(본명) 역(젊은 시절: 이익준) - 변두리 동네 아빠분식 사장
- 김해숙: 나영실 역 - 변씨 집안 4남매의 어머니
- 류수영: 차정환 역 - K방송사 예능국 PD, 변혜영 / 이혜영 남편
- 이유리: 변혜영 / 이혜영(본명) 역 - 윤석과 영실의 장녀(둘째). 변호사
- 이준: 안중희 / 변중희 역 - 죽은 한수의 친 아들. 미국에서 자라 한국에서 데뷔한 아이돌 출신 연기자
- 정소민: 변미영 / 이미영(본명) 역 - 윤석과 영실의 차녀(셋째)

### 변씨 집안 식구들
- 민진웅: 변준영 / 이준영(본명) 역(아역: 오재무) - 윤석과 영실의 장남(첫째)
- 이미도: 김유주 역 - 미영의 고등학교 동창, 가비엔터테인먼트 아트팀장. 준영의 부인
- 류화영: 변라영 / 이라영(본명) 역 - 윤석과 영실의 막내 딸(넷째). 철수의 여자친구
- 박혜숙: 김말분 역 - 영실의 친정어머니, 4남매의 외할머니
- 이준혁: 나영식 역 - 영실의 동생
- 장소연: 이보미 역 - 영식의 아내
- 정준원: 나민하 역 - 영식과 보미의 아들

### 차정환의 가족들
- 강석우: 차규택 역 - 정환의 아버지
- 송옥숙: 오복녀 역 - 정환의 어머니

### 박철수 주변인물
- 안효섭: 박철수 역 - 구민센터 유소년부 축구코치. 라영의 남자친구
- 송원석: 박영희 역 - 철수의 쌍둥이 형
- 이병준: 박홍익 역 - 철수의 아버지. 식품회사 회장

### 그 외 인물
- 정희태: 강우섭 역 - 가비엔터테인먼트 본부장
- 강다빈: 진성준 역 - 안중희의 소속사 후배이자 인기 배우. '오 마이 보스'의 남자 주인공
- 김서라: 안수진 역 - 중희의 어머니
- 남태부: 남태부 역 - 중희의 담당 매니저
- 이아진: 고모의 요양원 간호사 역
- 최대성: 부장 역 - 정환의 방송국 부장
- 정수교: 종범 역 - 정환의 후배PD
- 김다예: 임연지 역 - 정환의 후배PD
- 윤영민: 이세진 팀장 역 - 가비엔터테인먼트 매니지먼트팀장
- 이창: 류균상 감독 역 - 드라마 '오 마이 보스' 총괄감독
- 조현진: 임정윤 팀장 - 가비엔터테인먼트 아트팀장
- 조완기: 중희의 연기 선생 역
- 최대훈: 이 PD 역
- 박서영: 온정고 수학교사 역
- 송민지: 혜영의 친구 역
- 최나무: 미영의 고등학교 동창 역
- 소희정: 유주의 엄마 역
- 한춘일: 부동산 사장 역
- 박승태: 죽은 한수의 고모 역
- 전헌태: 구민센터 센터장
- 홍이주: 구민센터 요가강사 1 역
- 미소윤: 구민센터 요가강사 2 역
- 유일한: 구민센터 요가강사 3 역
- 김보늬: 가비엔터테인먼트 아트팀 직원 역
- 이승준: 김근수 기자 역
- 성찬호: 기업 고위간부 역
- 여운복: 피자집 점장 역
- 최영: 중앙경찰서 형사 역
- 진현광: 이찬수 변호사 역
- 이재욱: 도정태 역
- 손동화: 이시훈 역
- 김종호: 사진사 역
- 이서환: 김규용 팀장 역
- 최용민: 임종화 역 - 이윤석과 변한수의 과거 동창
- 정동규: 재판장 역
- 이원장
- 함진성: 강해솔 팀장 역
- 김광인: 의사 역

### 특별 출연
- 김정영: 윤석의 어머니이자 영실의 시어머니+4남매의 친할머니 역
- 조우종: 사랑과 전쟁터 진행자 역
- 권재관: 1박 2일 투게더 감독 역
- 서윤아: 중희의 전 여자친구 현지 역
- 학진: 라영의 전 남자친구 연태수 역
- 김찬미: 드라마 스태프 역
- 이나은: 드라마 스태프 역
- 성혁: 문지상 역

## 시청률
최저 시청률과 최고 시청률은 시청률 조사회사와 지역별로 시청률에 차이가 있을 수 있습니다.
| 2017년      | 2017년      | 2017년         | 2017년       | 2017년         | 2017년       |
| 회차        | 방송일      | TNmS 시청률    | TNmS 시청률  | AGB 시청률     | AGB 시청률   |
| 회차        | 방송일      | 대한민국(전국) | 서울(수도권) | 대한민국(전국) | 서울(수도권) |
| ----------- | ----------- | -------------- | ------------ | -------------- | ------------ |
| 제1회       | 3월 4일     | 21.1%          | 19.4%        | 22.9%          | 22.7%        |
| 제2회       | 3월 5일     | 24.4%          | 23.3%        | 26.5%          | 25.7%        |
| 제3회       | 3월 11일    | 19.6%          | 18.8%        | 21.4%          | 20.7%        |
| 제4회       | 3월 12일    | 21.9%          | 21.1%        | 24.4%          | 24.5%        |
| 제5회       | 3월 18일    | 21.1%          | 20.7%        | 22.5%          | 21.4%        |
| 제6회       | 3월 19일    | 26.2%          | 23.5%        | 27.1%          | 26.3%        |
| 제7회       | 3월 25일    | 22.6%          | 21.0%        | 21.6%          | 21.6%        |
| 제8회       | 3월 26일    | 26.9%          | 25.1%        | 26.8%          | 25.6%        |
| 제9회       | 4월 1일     | 23.5%          | 19.8%        | 21.9%          | 21.9%        |
| 제10회      | 4월 2일     | 26.4%          | 24.6%        | 25.8%          | 25.5%        |
| 제11회      | 4월 8일     | 22.0%          | 19.6%        | 22.3%          | 22.4%        |
| 제12회      | 4월 9일     | 25.5%          | 23.3%        | 26.8%          | 25.9%        |
| 제13회      | 4월 15일    | 22.9%          | 20.7%        | 22.8%          | 22.4%        |
| 제14회      | 4월 16일    | 27.6%          | 25.5%        | 28.0%          | 27.6%        |
| 제15회      | 4월 22일    | 24.7%          | 22.5%        | 23.0%          | 22.4%        |
| 제16회      | 4월 23일    | 24.4%          | 22.8%        | 23.5%          | 23.4%        |
| 제17회      | 4월 29일    | 24.4%          | 23.1%        | 23.9%          | 23.9%        |
| 제18회      | 4월 30일    | 28.2%          | 26.5%        | 27.1%          | 26.7%        |
| 제19회      | 5월 6일     | 25.7%          | 25.1%        | 25.2%          | 24.4%        |
| 제20회      | 5월 7일     | 28.8%          | 27.1%        | 29.2%          | 28.4%        |
| 제21회      | 5월 13일    | 24.7%          | 25.3%        | 26.1%          | 25.6%        |
| 제22회      | 5월 14일    | 27.9%          | 27.7%        | 30.4%          | 29.2%        |
| 제23회      | 5월 20일    | 24.7%          | 22.6%        | 24.0%          | 23.0%        |
| 제24회      | 5월 21일    | 30.2%          | 28.6%        | 30.5%          | 29.3%        |
| 제25회      | 5월 27일    | 25.1%          | 23.5%        | 24.2%          | 23.8%        |
| 제26회      | 5월 28일    | 30.5%          | 29.7%        | 31.0%          | 31.1%        |
| 제27회      | 6월 3일     | 25.6%          | 24.1%        | 26.4%          | 25.1%        |
| 제28회      | 6월 4일     | 28.7%          | 27.6%        | 31.0%          | 30.7%        |
| 제29회      | 6월 10일    | 27.3%          | 25.6%        | 26.1%          | 25.1%        |
| 제30회      | 6월 11일    | 29.9%          | 27.9%        | 31.7%          | 30.9%        |
| 제31회      | 6월 17일    | 25.8%          | 23.6%        | 26.5%          | 25.2%        |
| 제32회      | 6월 18일    | 30.5%          | 28.1%        | 31.6%          | 31.1%        |
| 제33회      | 6월 24일    | 27.1%          | 25.1%        | 27.4%          | 27.5%        |
| 제34회      | 6월 25일    | 29.7%          | 28.6%        | 31.4%          | 31.2%        |
| 제35회      | 7월 1일     | 27.0%          | 25.1%        | 28.8%          | 28.7%        |
| 제36회      | 7월 2일     | 31.7%          | 29.8%        | 33.2%          | 33.0%        |
| 제37회      | 7월 8일     | 28.8%          | 26.7%        | 28.8%          | 28.8%        |
| 제38회      | 7월 9일     | 31.9%          | 29.7%        | 32.5%          | 32.4%        |
| 제39회      | 7월 15일    | 28.1%          | 26.3%        | 28.7%          | 29.0%        |
| 제40회      | 7월 16일    | 31.5%          | 29.7%        | 33.4%          | 33.1%        |
| 제41회      | 7월 22일    | 28.1%          | 25.3%        | 27.0%          | 26.9%        |
| 제42회      | 7월 23일    | 32.7%          | 30.2%        | 32.1%          | 32.3%        |
| 제43회      | 7월 29일    | 27.8%          | 24.1%        | 28.0%          | 28.2%        |
| 제44회      | 7월 30일    | 32.4%          | 28.4%        | 31.0%          | 31.2%        |
| 제45회      | 8월 5일     | 27.1%          | 23.8%        | 28.4%          | 28.3%        |
| 제46회      | 8월 6일     | 32.3%          | 28.8%        | 32.2%          | 32.4%        |
| 제47회      | 8월 12일    | 27.8%          | 24.4%        | 27.9%          | 27.2%        |
| 제48회      | 8월 13일    | 32.6%          | 30.3%        | 34.1%          | 34.4%        |
| 제49회      | 8월 19일    | 27.7%          | 25.2%        | 30.3%          | 30.1%        |
| 제50회      | 8월 20일    | 34.1%          | 31.2%        | 36.5%          | 36.3%        |
| 제51회      | 8월 26일    | 29.2%          | 25.6%        | 28.6%          | 28.2%        |
| 제52회      | 8월 27일    | 33.1%          | 30.3%        | 33.7%          | 33.3%        |
| 평균 시청률 | 평균 시청률 | 27.3%          | 25.3%        | 27.8%          | 27.4%        |

## 연장
- 2017년 7월 11일: 아버지가 이상해 방영 분량이 50부작에서 2회 연장되어 52부작으로 변경 및 확정되었다.

## 참고 사항
- 극중 안중희 역을 맡고 있는 이준의 입대하기전 마지막 작품이기도 하다.

## 수상 및 후보
| 연도 | 시상식                       | 부문                        | 수상자          | 결과 | 출처        |
| ---- | ---------------------------- | --------------------------- | --------------- | ---- | ----------- |
| 2017 | 제10회 코리아 드라마 어워즈  | 연기대상                    | 김영철          | 후보 | [ 3 ] [ 4 ] |
| 2017 | 제10회 코리아 드라마 어워즈  | 남자 우수연기상             | 민진웅          | 수상 | [ 3 ] [ 4 ] |
| 2017 | 제1회 더 서울어워즈          | 드라마부문 여우조연상       | 정소민          | 후보 | [ 5 ]       |
| 2017 | 제2회 아시아 아티스트 어워즈 | 배우부문 신인상             | 안효섭          | 수상 |             |
| 2017 | KBS 연기대상                 | 대상                        | 김영철          | 수상 |             |
| 2017 | KBS 연기대상                 | 여자 최우수상               | 이유리          | 수상 |             |
| 2017 | KBS 연기대상                 | 여자 최우수상               | 김해숙          | 후보 |             |
| 2017 | KBS 연기대상                 | 장편드라마 부문 남자 우수상 | 김영철          | 후보 |             |
| 2017 | KBS 연기대상                 | 장편드라마 부문 남자 우수상 | 류수영          | 후보 |             |
| 2017 | KBS 연기대상                 | 장편드라마 부문 남자 우수상 | 이준            | 후보 |             |
| 2017 | KBS 연기대상                 | 장편드라마 부문 여자 우수상 | 이유리          | 후보 |             |
| 2017 | KBS 연기대상                 | 장편드라마 부문 여자 우수상 | 김해숙          | 후보 |             |
| 2017 | KBS 연기대상                 | 장편드라마 부문 여자 우수상 | 정소민          | 후보 |             |
| 2017 | KBS 연기대상                 | 남자 청소년 연기상          | 정준원          | 수상 |             |
| 2017 | KBS 연기대상                 | 여자 신인상                 | 류화영          | 수상 |             |
| 2017 | KBS 연기대상                 | 베스트 커플상               | 류수영 & 이유리 | 수상 |             |

## 동시간대 드라마
- MBC 주말연속극 《당신은 너무합니다》

## 같이 보기
- 대한민국의 텔레비전 드라마 목록 (ㅇ)
- 2017년 대한민국의 텔레비전 드라마 목록